# Linda bei Weida
Linda bei Weida é um município da Alemanha localizado no distrito de Greiz, estado da Turíngia. Pertence ao Verwaltungsgemeinschaft de Ländereck.